# Torfbahn Tjossowo
| Torfbahn Tjossowo        | Torfbahn Tjossowo   |
| ------------------------ | ------------------- |
|                          |                     |
| Streckenlänge:           | 19 km               |
| Spurweite:               | 750 mm (Schmalspur) |
| Streckengeschwindigkeit: | 30 km/h             |
|                          |                     |

Die Torfbahn Tjossowo (russisch Тёсовская узкоколейная железная дорога, Tjossowskaja uskokoleinaja schelesnaja doroga) ist eine Feldbahn in der russischen Oblast Nowgorod.

## Geschichte
Der erste Abschnitt der Schmalspurbahn wurde 1939 eröffnet. Die Bahn mit einer Spurweite von 750 mm hat eine Streckenlänge von insgesamt 19 km und verbindet die Siedlung (bis 2009 Siedlung städtischen Typs) Tjossowo-Netylski mit dem Torfmoorgebiet.

## Fahrzeuge

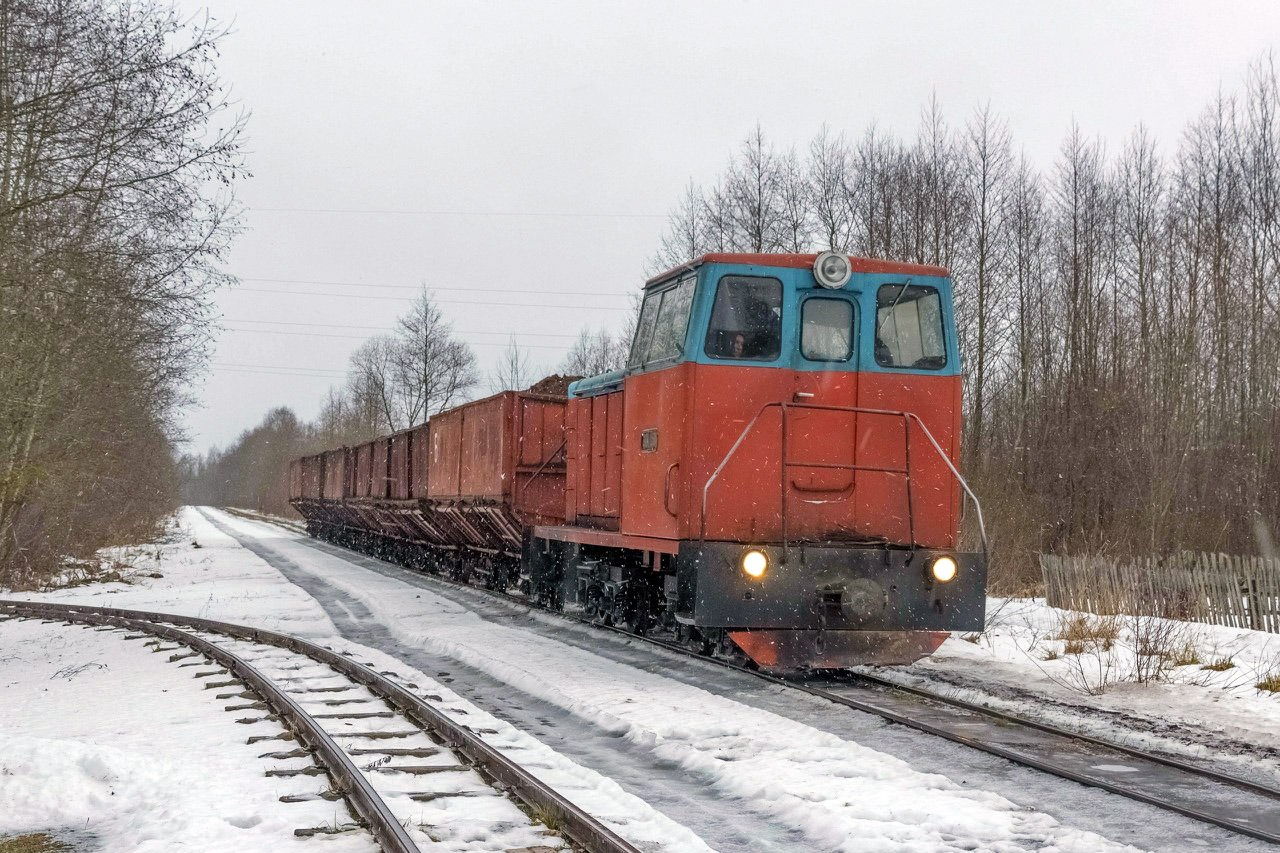
ТУ6А – № 3723

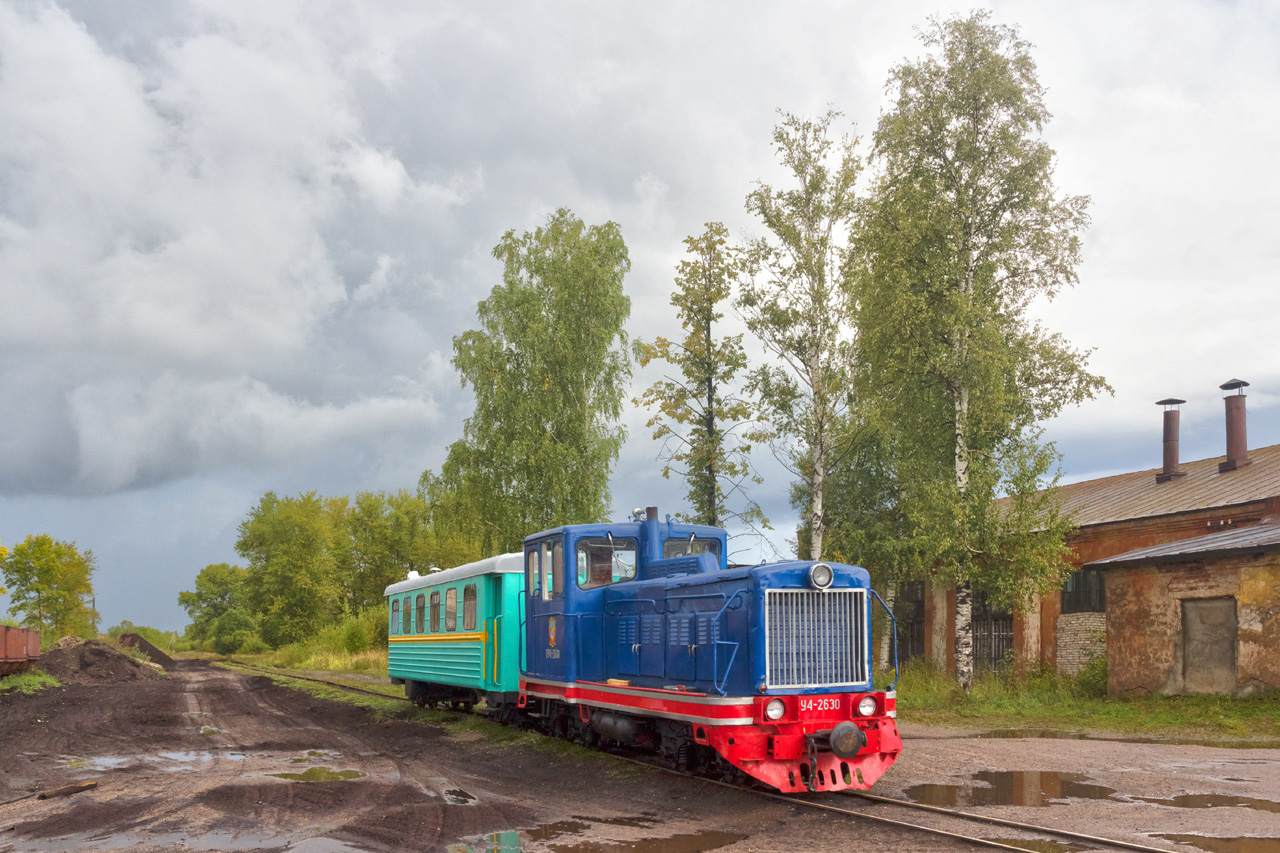
ТУ4 – № 2630

### Diesellokomotiven
- ТУ6П – № 0050
- ТУ6А – № 3723

### Wagen
- Flachwagen
- Kesselwagen
- Personenwagen
- Offener Güterwagen ТСВ6А für Torf

### Bahndienstfahrzeuge
- Schneepflug
- Schienendrehkran
- Eisenbahn-Draisine
- Fahrbares Kraftwerk ЭСУ2а – № 179, 709

## Tjossowo-Eisenbahnmuseum

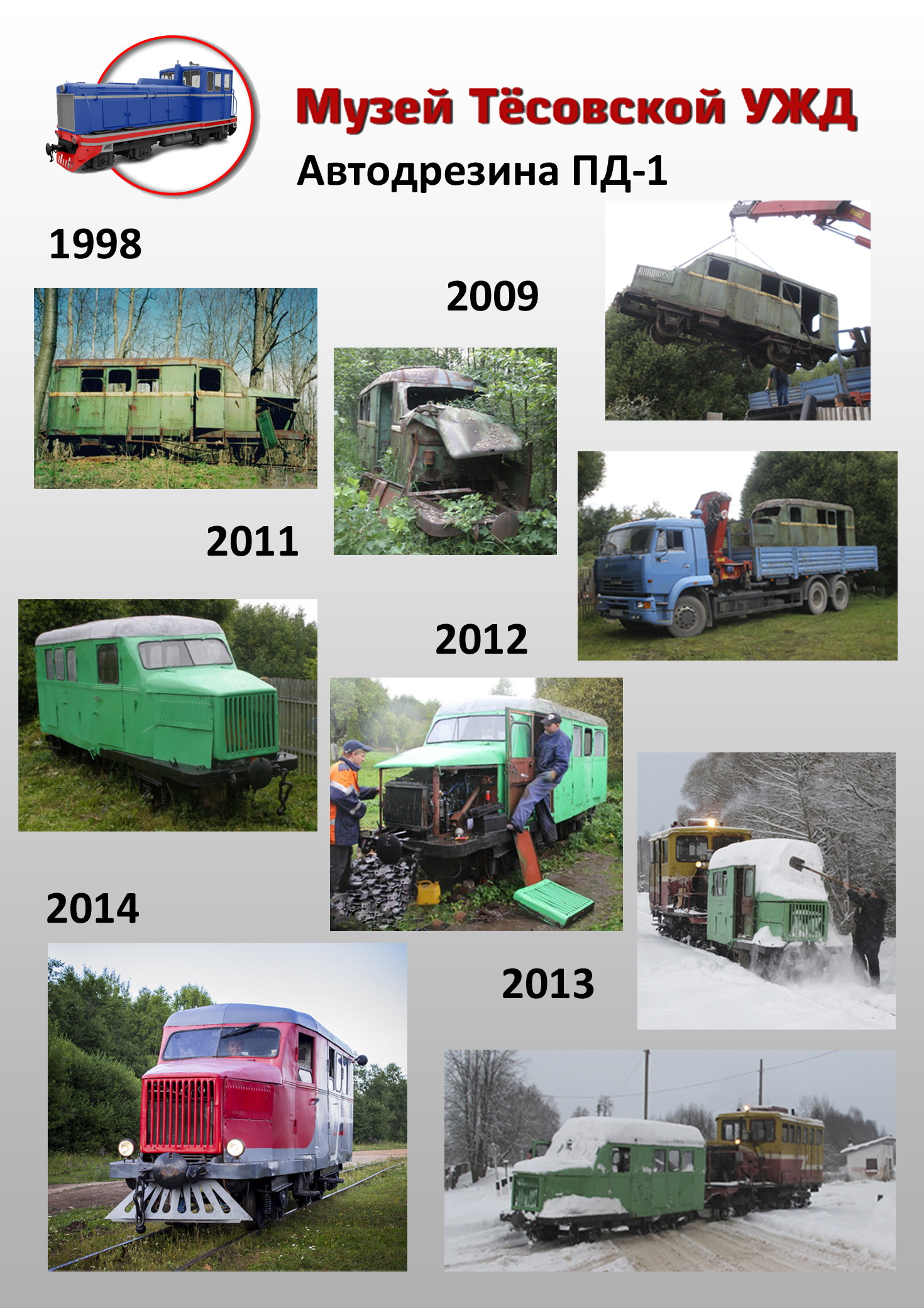
ПД1-353 im Eisenbahnmuseum

Das Tjossowo-Eisenbahnmuseum (russisch Музей Тёсовской железной дороги) ist ein Eisenbahnmuseum in Tjossowo-Netylski. Das Museum wurde 2014 eröffnet. Seit 2013 findet hier alljährlich ein Reenactment der Schlacht am Wolchow (auch Ljubaner Operation, russisch Любанская операция) statt.

## Exponate
Im Besitz des Museums sind folgende Fahrzeuge:

### Diesellokomotiven und Bahndienstfahrzeuge
- ТУ4 – № 1030, 2630[6][7]
- Eisenbahn-Draisine – ПД1 – № 353[8]
- Eisenbahn-Draisine – ТД-5у
- Panzerdraisine – ТД-5у für das Reenactment[9]
- Triebwagen AM1

### Wagen
- Kesselwagen – ВЦ20[10]
- Personenwagen – ПВ40
- Personenwagen – ПВ26
- Offener Güterwagen – 42-074